# Salta-roques del Drakensberg
El salta-roques del Drakensberg (Chaetops aurantius) és un ocell de la família dels quetòpids (Chaetopidae).

## Hàbitat i distribució
Viu als vessants rocosos de les muntanyes de l'est de Sud-àfrica, a l'oest de Natal, Lesotho, est de l'Estat Lliure d'Orange i est de la província del Cap.